# Штёбер, Адольф
Адольф Людвиг Штёбер (7 июля 1810, Страсбург — 8 ноября 1892, Мюлуз) — эльзасско-германский писатель
 и фольклорист.

## Биография
Изучал богословие, был протестантским пастором в Меце (1832), Обербронне (1836) и Мюлузе (Мюльгаузене), где также состоял президентом реформатской консистории и старшим школьным советником. В 1838 году совместно с братом Августом основал журнал Erwinia.
Вместе с братом участвовал в издании «Alsabilder». Другие важные работы: «Gedichte» (Ганновер, 1845; 2-е издание, Страсбург, 1895; на эльзасском диалекте, полны, как оценивалось в XIX веке, «жизни и юмора»), в которых он примкнул к так называемой швабской школе; «Reisebilder aus der Schweiz» (Санкт-Галлен, 1850; новая серия, 1857); «Einfache Fragen eines elsässischen Volksfreundes» (Мюльгаузен, 1872); «Reformatorenbilder» (Базель, 1857); «Epheukranz auf das Grabmal einer Heimgegangenen» (сочинение его жены, там же, 1884); «Elsässer Schatzkästlein» (Страсбург, 1877); «Spiegel deutscher Frauen. Bilder aus Geschichte und Legende» (там же, 1892).